# Айс Пикс (ледовая арена)
Ледовый дворец «Айс Пикс» (ивр. היכל הקרח Ice Peaks‎) — ледовая арена в городе Холон.  Арена является домашним стадионом для хоккейных команд центра страны.

## Описание
«Айс Пикс» — это спортивный центр общей площадью 2000 м²: ледовое поле площадью 900 м², 250 мест для зрителей. Открытие арены прошло 21 марта 2013 года.
Проект Ледового дворца был разработан по новейшим международным стандартам и реализован компаниями из Германии и США при поддержке муниципалитета города Холона и городской Компании отдыха и развлечений. Каток оснащен новейшим немецким и американским оборудованием для изготовления и просушки льда.
Он стал вторым в Израиле. Первый был открыт в 1995 году в Метуле.
На арене проходят соревнования по хоккею и фигурному катанию.

## Спортивные мероприятия

### Хоккей с шайбой
С сезона 2013/2014 в «Айс Пикс» начали проводиться соревнования чемпионата Израиля. Из-за нестандартных размеров поля, 20х40, команды играют четыре на четыре.
Финал чемпионата прошёл 30 мая 2014 года

### Фигурное катание

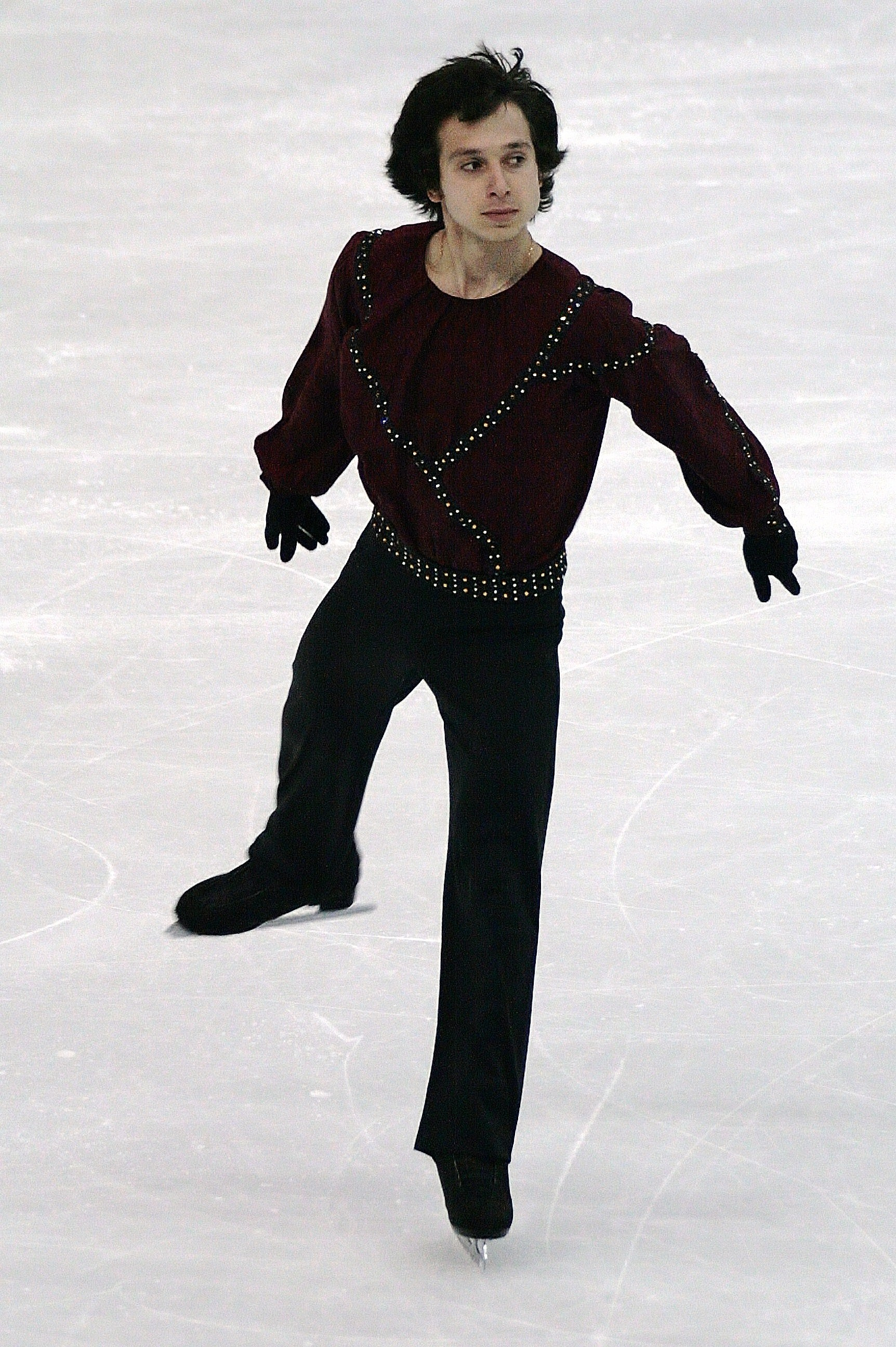
Алексей Быченко

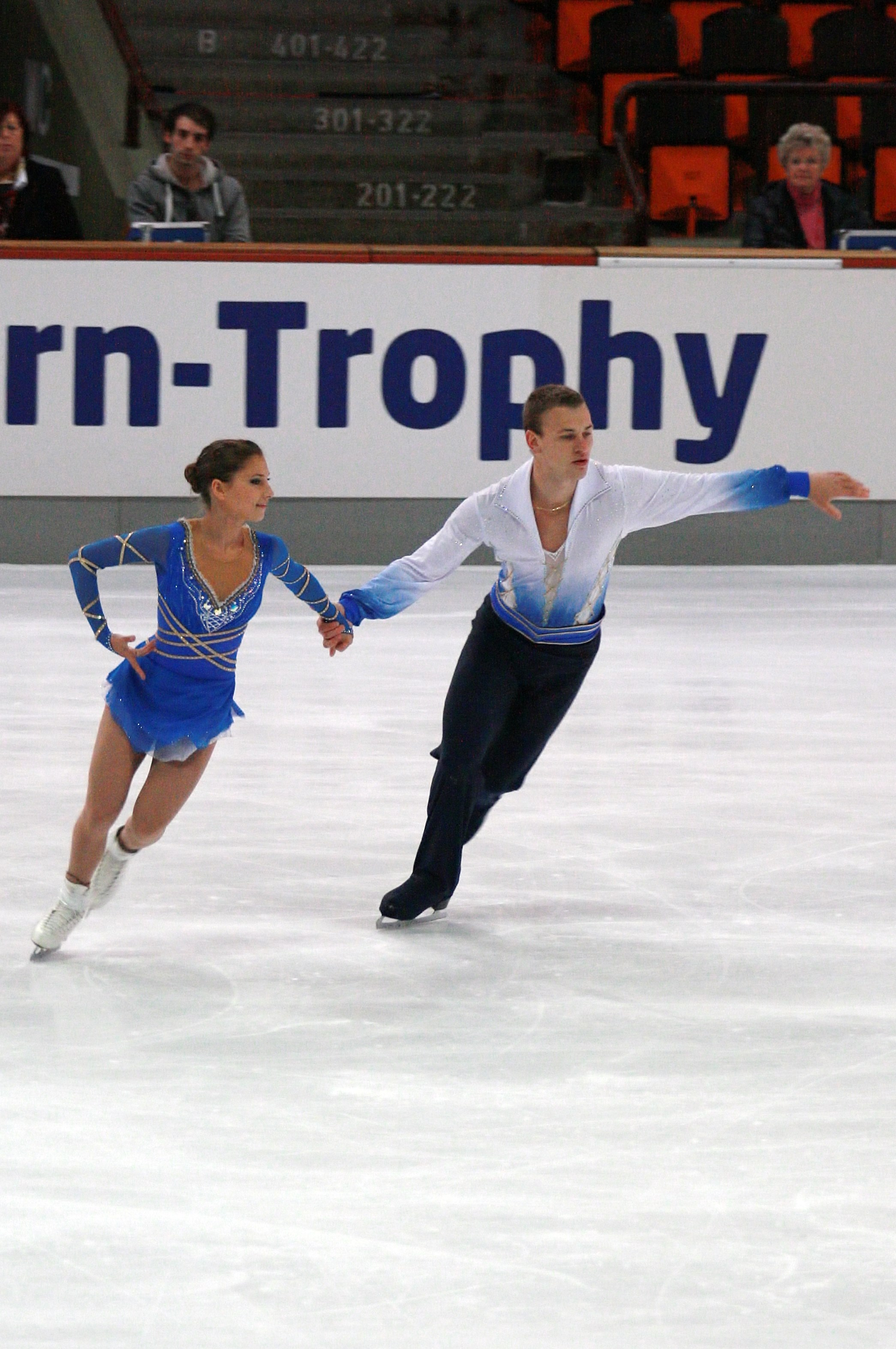
Давыдович и Краснопольский на Nebelhorn Trophy 2013 года

На катке дворца спорта проводятся соревнованя чемпионата Израиля по фигурному катанию.
Перед олимпиадой в Сочи, состоялись соревнования на которых участвовали Алексей Быченко, в одиночном катании и Евгений Краснопольский вместе с Андреей Давыдович в разряде спортивных пар.
3 и 4 апреля 2024 года состоится чемпионат Израиля по фигурному катанию. Среди ведущих израильских фигуристов выступят Марк Городницкий, соревнующийся в категории мужского одиночного катания и занявший 12-е место в чемпионате Европы 2024, прошедшем в Каунасе (Литва). Так же выступит пара израильских спортсменов Мария Носовицкая / Михаил Носовицкий, соревнующихся в танцах на льду. На чемпионате Европы они заняли 19-е место. Также выступят спортсмены, которые выступали на юниорском чемпионате мира 2024 в Тайбэе (Тайвань)
Чемпионат пройдет под лозунгом возвращения заложников из плена ХАМАСа, которые были захвачены террористами в результате варварского вторжения в Израиль 7 октября 2023 года.
В ноябре 2024 года состоялся очередной турнир чемпионата Израиля по фигурному катанию. В одиночном разряде среди женщин победила Мария Сенюк, а среди мужчин Лев Винокур. В соревнованиях танцевальных пар чемпионами стали Элизабет Ткаченко и Алексей Киляков, а Шира Ихилов и Дмитрий Кравченко заняли второе место. Турнир проходил в рамках подготовки к Зимним Олимпийским играм 2026 года..
После награждения состоялось шоу на льду, в котором фигуристы выступили со спец номером, посвященным заложникам, которые находятся в плену в Газе.